# 山潟村
山潟村（やまがたむら）は、かつて新潟県中蒲原郡にあった村。1901年11月1日の分割合併によって消滅し、現在は新潟市江南区及び中央区の一部となっている。

以下の記述は合併直前当時の旧山潟村に関しての記述であり、現在では名称等が異なる場合がある。なお、ここに記述されていない内容に関しては新潟市などの記事を参照。

## 沿革
- 1889年（明治22年）4月1日 - 町村制施行に伴い中蒲原郡姥ヶ山新田、西山二ツ新田、丸潟新田、鍋潟新田、長潟新田が合併し、山潟村が発足。村役場は長潟新田に設置[3]。
- 1901年（明治34年）11月1日 - 村域を二分割し、次のとおり隣接自治体と合併して消滅。
  - 大字長潟新田・姥ヶ山新田・西山二ツ新田 → 中蒲原郡石山村、木戸村と合併し石山村を新設
  - 大字丸潟新田・鍋潟新田 → 中蒲原郡曽野木村と合併し曽野木村を新設

## 地域
山潟村は、合併した村名を継承する以下の大字で構成される。
姥ヶ山 （うばがやま）
1889年（明治22年）まであった姥ヶ山新田の区域。現在の新潟市中央区姥ケ山ほか。
長潟 （ながた）
1889年（明治22年）まであった長潟新田の区域。現在の新潟市中央区長潟。
山二ツ （やまふたつ）
1889年（明治22年）まであった西山二ツ新田の区域。現在の新潟市中央区山二ツ。
丸潟新田 （まるがたしんでん）
1889年（明治22年）まであった丸潟新田の区域。現在の新潟市江南区丸潟新田。
鍋潟新田 （なべがたしんでん）
1889年（明治22年）まであった鍋潟新田の区域。現在の新潟市江南区鍋潟新田。